# Neottia nanchuanica
Neottia nanchuanica là một loài thực vật có hoa trong họ Lan. Loài này được (S.C.Chen) Szlach. mô tả khoa học đầu tiên năm 1995.